# Eduard Weyr
Eduard Weyr (22. června 1852 Praha-Nové Město – 23. července 1903 Záboří nad Labem) byl český matematik a univerzitní profesor. Zabýval se zejména geometrií.

## Život
Eduard Weyr studoval na německé reálce v Mikulandské ulici v Praze. V dětství onemocněl spálou, která zanechala na Weyrovi trvalé následky (trpěl bolestmi hlavy), z toho důvodu pak poslední, šestý, ročník reálky nedokončil. Stejně jako u staršího bratra Emila i u něj vzbudil velký zápal pro matematiku jeho otec František Weyr, který byl profesorem matematiky na zmíněné německé reálce. Matematika jej coby patnáctiletého hocha natolik zaujala, že začal po střední škole jako host navštěvovat přednášky prvního a druhého ročníku matematiky na německé polytechnice v Praze. Do této doby se datují i jeho první matematická pojednání, která od něj obdržela vídeňská akademie a která je ve svých spisech zveřejnila. Teprve od školního roku 1868–69 se stal řádným posluchačem odboru pro stavbu strojů tehdy ještě dvoujazyčné pražské polytechniky, po rozdělení školy v roce 1869–70 pak posluchačem na českém ústavu, kde se stal pilným studentem F. J. Studničky a J. Šolína. Po dvou letech studia v odboru pro stavbu strojů přestoupil na odbor stavitelství vodní a silniční a v roce 1870 si ke studiu přibral ještě geodézii. Současně byl ve školním roce 1871–1872, stejně jako v letech předchozích, mimořádným posluchačem pražské univerzity.
Díky svým mimořádným matematickým schopnostem a talentu získal celkem snadno státní stipendium a v říjnu 1872 odjel na studijní stáž na univerzitu v Göttingenu. V Göttingenu hodlal svůj zájem soustředit zejména na přednášky německého matematika Alfreda Clebsche, ten však záhy po jeho příjezdu umírá. Z Göttingenu přivezl svoji disertační práci, na základě které získal v roce 1873 titul doktora filozofie. V roce 1873 se mu podařilo získat další stipendium, tentokrát odjel za poznáním do Paříže, kde navštěvoval přednášky o teorii funkcí Charlese Hermita a přednášky o infinitesimálním počtu J. A. Serreta.
Po návratu do Prahy v létě 1874 a po úspěšné habilitaci na české polytechnice byl jmenován soukromým docentem matematiky. Od března 1875 byl pak ještě asistentem na katedře deskriptivní geometrie německé polytechniky u profesora Karla Küppera. Koncem roku 1874 přišla nabídka z nové záhřebské univerzity na místo mimořádného profesora matematiky, kterou však odmítl, i když byla nabídka posléze zopakována tentokrát na řádnou profesuru. Důvodem k odmítnutí bylo místo honorovaného docenta na české polytechnice v Praze, které od školního roku 1875–76 získal.
Mimořádným profesorem české polytechniky se stal o rok později – 14. ledna 1876. Rokem 1876 byl jmenován soukromým docentem novější geometrie na pražské univerzitě, kde již rok suploval výuku po odchodu bratra Emila do Vídně. Weyrovo jméno se ve vědeckých kruzích stalo pojmem. Dokazují to i četné nabídky a návrhy světových univerzit, které se snažily získat Weyra pro svou stolici. (V roce 1878 byl navržen na prvním místě za řádného profesora na univerzitě v Innsbrucku, ke jmenování však nakonec nedošlo. A téhož roku odmítl místo na univerzitě v Černivcích (dnešní Ukrajina).) V roce 1881 byl jmenován řádným profesorem české techniky. Současně se vzdal docentury na univerzitě, kterou po něm získal Ludvík Kraus.
Dalším důležitým obdobím v jeho vědeckém životě byl rok 1885–86. V zimním semestru 1885–1886 odjel do Berlína, aby pronikl do teorií budovaných Karlem Weierstrassem. Nakonec však navštěvoval pouze přednášky Leopolda Kroneckera a I. L. Fuchse, protože Weierstrass v době jeho pobytu nepřednášel.

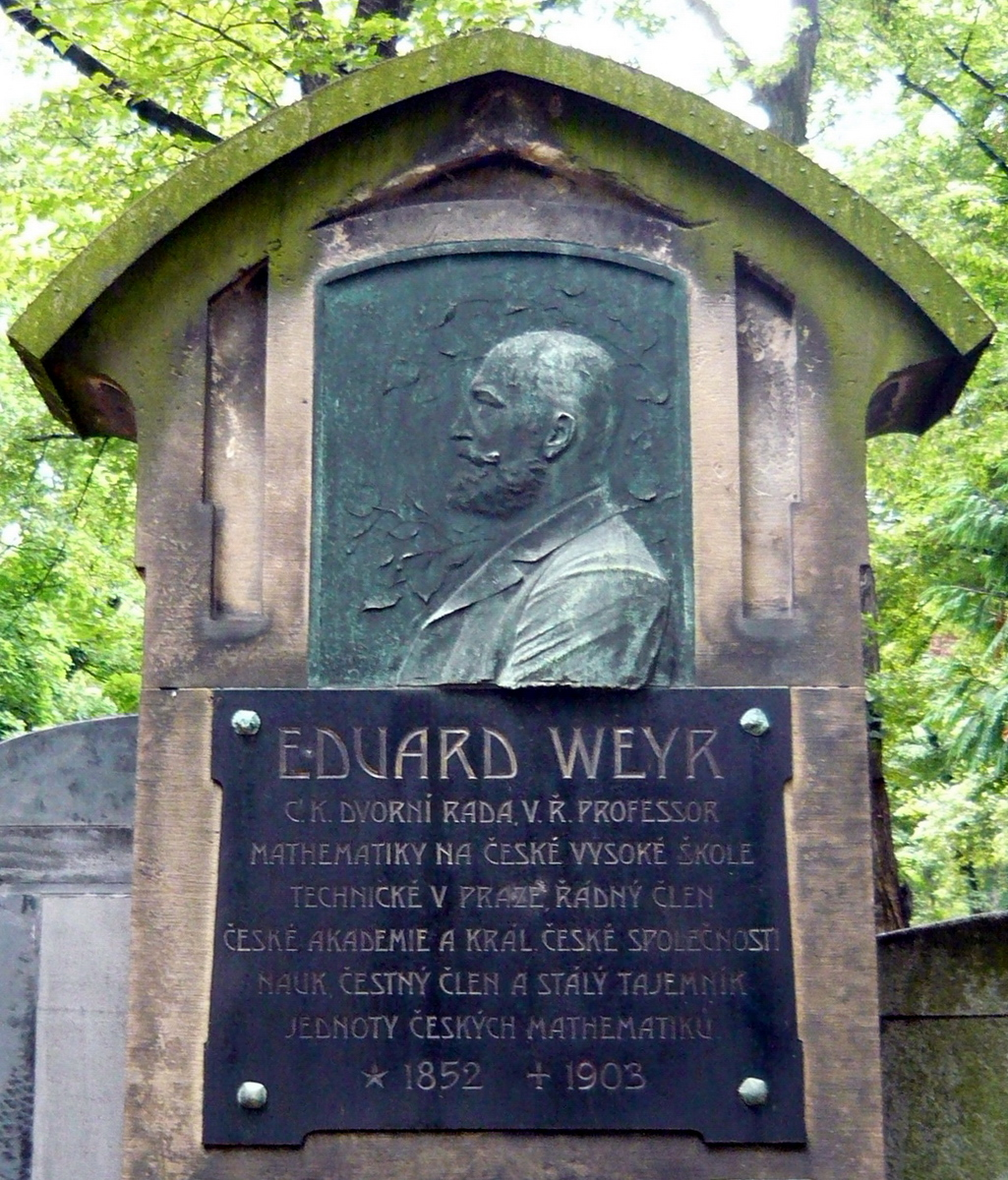
Náhrobek Eduarda Weyra na Olšanských hřbitovech, detail.

V roce 1890 pochoval oba své rodiče a další nemalou změnou v osobním životě byl sňatek s Leopoldinou Pazderníkovou, která však po pěti letech zemřela. Proto se v roce 1897 oženil podruhé s Terezií Teigeovou.
Téhož roku odmítl nabídku z Vídně na místo profesora na tamější univerzitě a pokoušel se přejít na českou univerzitu. Přestože k jeho jmenování na univerzitě nedošlo, nastoupil tam jako suplující profesor. Od školního roku 1891–1892 přednášel jak na technice, tak na univerzitě, a jeho přednášky z geometrie na univerzitě doplňovaly základní kurz matematiky vedený Studničkou.
Ve školním roce 1896–1897 byl přednostou odboru inženýrského stavitelství. V roce 1898–1899 stál již potřetí v čele odboru pro technickou chemii (poprvé v roce 1882–1883, podruhé v roce 1886–1887) a roku 1888–1889 byl podruhé zvolen přednostou za odbor pozemního stavitelství (poprvé v roce 1881–1882). Se stejnou četností, tedy dvakrát, užíval i nejvyšší akademické hodnosti na technice, funkci rektora (1884–1885 a 1890–1891).
1. října 1903 měl být konečně jmenován řádným profesorem na české univerzitě v Praze. Radost mu však kalily zdravotní problémy, se kterými se od roku 1901 potýkal a které se stupňovaly. Jisté zlepšení zdravotního stavu mu na jaře roku 1903 umožnilo vrátit se do práce a v červnu se zúčastnit coby zkušební komisař zkoušek kandidátů profesury. 16. června ještě vypracoval posudek o vědecké činnosti Karla Petra a 22. července ho stihl záchvat mrtvice[nepřesný odkaz], kterému o den později podlehl. K jeho jmenování řádným profesorem už tedy nedošlo.
Je pochován na Olšanských hřbitovech, hřbitov 6, odd. 3, hrob 5.

## Členství v odborných spolcích
Eduard Weyr byl aktivním členem mnoha spolků, pro které znamenala jeho smrt velkou ztrátu. Byl jeden z prvních členů Jednoty českých matematiků, od roku 1884 pak jejím čestným členem. Roku 1876 byl zvolen mimořádným členem Královské české společnosti nauk, na členství řádné čekal do roku 1892. V roce 1878 se stal dopisujícím členem francouzské Société des sciences physiques et naturelles de Bordeaux. Českou akademií byl přijat za mimořádného člena roku 1890, řádným členem se stal rok poté. V letech 1896 a 1897 se stal postupně dopisujícím členem Jihoslovanské akademie věd a umění v Záhřebu a řádným členem matematické společnosti v Moskvě.

## Dílo
Publikační činnost Eduarda Weyra je bohatá a čítá necelou stovku prací. Nejvýznamnější z nich:
- bří Emil Weyr, Eduard Weyr, Základové vyšší geometrie, Díl I. – Theorie promítavých útvarů prvořadých, Živa (Sborník vědecký Musea království Českého), Sešit VIII. (1872)
- bří Emil Weyr, Eduard Weyr, Základové vyšší geometrie, Díl II. – Theorie křivek stupně druhého, Živa (Sborník vědecký Musea království Českého), Sešit XI. (1874)
- bří Emil Weyr, Eduard Weyr, Základové vyšší geometrie, Díl III. – O přímočarých plochách druhého stupně a o vztahu kollineárném a reciprokém základních útvarů druhořadých a třetiřadých, Živa (Sborník vědecký Musea království Českého), Sešit XII. (1878)
- Projektivní geometrie základních útvarů prvého řádu (1898)
- Výklady o matematice (1891)
- O teorii ploch (1891)
- Diferenciální počet (1902)